# Didier van der Hove
Didier van der Hove (ur. 13 grudnia 1966 w Brukseli) – belgijsko-kolumbijski aktor.

## Życiorys

### Wczesne lata
Urodził się w Brukseli, a dorastał w Kongo. Podróżował wraz z rodzicami po Stanach Zjednoczonych, potem Ameryce Środkowej, zanim przybył do Kolumbii z rodzicami w wieku 10 lat. W Kolumbii ukończył studia informatyczne, kurs aktorski oraz kurs dla cyrkowych klaunów. Był prezenterem programu Ciudad X (2004).

### Kariera
Stał się znany z telenowel prezentowanych w Hiszpanii i całej Ameryce Łacińskiej. Jego popularność wzrosła na całym świecie wraz z powodzeniem telenowel takich jak Kobieta w lustrze (La Mujer en el espejo, 2004-2005) i Zorro ( El Zorro: la Espada y la Rosa, 2007).
W telenoweli Hacjenda La Tormenta (La Tormenta, 2005) jako Enrique Montalvo, był najlepszym przyjacielem i powiernikiem Marii Teresy, pomimo tego, że inteligentny, cierpi na brak miłości, która pochodzi z jego dzieciństwa. Jest psychopatą, zdrajcą, który niszczy życie bez skrupułów, aby osiągnąć swoje ciemne cele.

### Życie prywatne
W 2008 w hotelu w południowym Chile został zatrzymany przez policję, po tym jak został oskarżony o seks z dwiema niepełnoletnimi osobami (chłopakami - 16 i 17 lat), z którymi utrzymywał przyjazne stosunki przez cztery lata przez Internet, molestowanie dzieci i posiadanie pornografii dziecięcej.

## Filmografia

### telenowele
- 2003: Angel de la guarda, mi dulce compania
- 2003: Pedro El Escamoso
- 2003: Gorzka zemsta (Pasión de Gavilanes) jako Flavio
- 2004: Lorena viuda de...
- 2004: Te Voy a Enseñar a Querer jako Dr Rodrigo
- 2004: Dziedzictwo Luny (Luna, la heredera) jako Erick
- 2004-2005: Kobieta w lustrze (La Mujer en el espejo) jako detektyw Javier Rosales
- 2005: Decyzje (Decisiones)
- 2005: Hacjenda La Tormenta (La Tormenta) jako Enrique Montalvo
- 2005: Noches de Luciana
- 2006: Miłość na sprzedaż (Amores de mercado) jako Roberto Gutierrez
- 2007: Zorro (Zorro: la espada y la rosa) jako Santiago Michelena
- 2008: Sin Senos no hay Paraiso jako Alberto Quiroga
- 2008: Doña Bárbara jako Padre de Bárbara
- 2008: ¿Quién amará a María?
- 2009: Bananowa młodzież (Niños Ricos, Pobres Padres) jako César Alarcón
- 2010: Pustynna miłość (El Clon) jako Roberto del Valle
- 2010-2011: Dziedzictwo del Monte (Los Herederos del Monte) jako Eleuterio
- 2011: W sercu oceanu (El Corazón del Océano) jako Francisco Becerra
- 2011-2012: Kdabra – Temporada
- 2012: Mamá También jako Pablo
- 2012: La prepago jako Patrick Mackensie
- 2012: Doctor Mata
- 2012: Historias Clasificados
- 2013: La Madame jako Diego
- 2014: El capo jako Pavel Asimov
- 2014: La Ronca De Oro jako Mauro Guerra